# Kevin Young (allenatore di pallacanestro)
Kevin Young (Salt Lake City, 17 novembre 1981) è un allenatore di pallacanestro statunitense.